# 青野史寛
青野 史寛（あおの ふみひろ、1962年3月2日 - ）は、日本の実業家。『ソフトバンク』専務執行役員 CHRO、『SBイノベンチャー』代表取締役社長、『SBアットワーク』取締役、『SBメディアホールディングス』取締役、『Deep Core』取締役、『サイバー大学』取締役、『孫正義育英財団』業務執行理事、『あしなが育英会』副会長。東京都世田谷区出身。

## 概要
ソフトバンク株式会社のコーポレイト全般を統括。社員4万7000人を束ねる人事のトップを担う。30年ビジョン『情報革命で人々を幸せに』を受けて『後継者育成アカデミア』事務局長として企業イノベーションに注力する。新規事業提案制度InnoVentureなどを仕掛け、世界一元気な会社創り・グループ5,000社の経営者育成を目指している。
前職は、リクルートで人事,社長室,教育研修部など。HRR（現リクルートマネジメントソリューションズ）で営業,コンサル事業を社内起業。孫正義育英財団、あしなが育英会、ＩＴＳ健保理事、お祭り審査員など多方面 多目的な活動展開中。

## 経歴
1962年（昭和37年）東京都世田谷区生まれ。横浜市立金沢高等学校、慶應義塾大学経済学部を卒業。1985年（昭和60年）4月に『リクルート』に入社。1991年（平成3年）4月リクルート人事部 人事課課長、1994年（平成6年）10月、株式会社人事測定研究所（現株式会社リクルートマネジメントソリューションズ）へ転籍してユーザーサービス部課長、1999年（平成11年）10月、株式会社人事測定研究所（現株式会社リクルートマネジメントソリューションズ） HRソリューション営業部長、2003年（平成15年）4月、株式会社人事測定研究所（現株式会社リクルートマネジメントソリューションズ）ソリューション営業部門長を歴任（～2004年12月末退社）。
ソフトバンクの孫正義との縁は、2004年（平成16年6月だった。当時のソフトバンクには約1,700人の社員がいたが「Yahoo! BB」の事業を広げるため、3,000人の採用を目指すという空前絶後のプロジェクトを進めていた。青野はリクルートのコンサルタントとして外部から採用を手伝った。結果、新卒2,000人、中途採用1,000人でやり遂げたが、半分は1年間で辞めてしまうと思った青野は孫さんにその旨を正直に伝えた。孫から「300年後の世界をどう見てるか」と聞かれ、絶句した。自然に「世界を変えるのは孫さんかもしれません」と答えると「これまでの人事はみんなすぐ辞めてしまった。おまえをやっと見つけた。うちに来て、人事をやれ。800社を預ける。世界を変える。俺の夢に乗れ」と言葉を受け、青野は快諾した。それまでソフトバンクはグループの事業会社それぞれに人事部があったが初代人事部長として青野が部員１人の部署が出来て、グループ全体の人事をゼロからつくることになった。
2005年（平成18年）1月1日『ソフトバンク（現ソフトバンクグループ）』に入社、人事部長兼社長室長代行の職に就く。ソフトバンクBB株式会社に出向、人事統括。同年5月、日本テレコム株式会社取締役、『あしなが育英会』副会長に就任（～現在）。
2006年（平成18年）4月、ボーダフォン株式会社（現ソフトバンク株式会社) 常務執行役、2007年（平成19年）2月、ソフトバンクグループ株式会社 執行役員、同年6月、ソフトバンクモバイル株式会社（現ソフトバンク株式会社）常務執行役員、ソフトバンクBB株式会社 常務執行役員（現任)を歴任する。
2013年（平成25年）6月『サイバー大学 -Cyber University-』取締役（～現在）、同年7月『東日本大震災復興支援財団』理事、2014年（平成26年）1月『SBイノベンチャー』代表取締役社長（～現在）、2015年（平成27年）7月1日『ソフトバンク（SoftBank）』 専務執行役員 CHRO（～現在）に就任。
2017年（平成29年）4月1日『孫正義育英財団』業務執行理事（～現在）、同年7月1日『ソフトバンクグループ株式会社』常務執行役員 管理統括 CHO（〜2018年3月31日）に就任。

## 人物
- ライフワークとして『YOSAKOIソーラン祭り』『あしなが育英会』などに携わっている[3]。
- 孫正義について取材インタビューされ「孫社長はビジネスモデルを考えるのが三度の飯より好き。朝から晩まで考えている。思いついたら議論をしたくなるので元旦にもメールが飛んでくる。「会議をやるから人を集めろ。3日に全員集合だ」と。会議の第一声は「休みの間、みんな仕事がしたくてしょうがなかっただろう」と。これには驚いた」と答えている[10]。
- 同じ志を共有する仲間が集まった同志的結合がグループの求心力になっていると考える。志とは、情報革命で人々の幸せに貢献し、世界の人々から最も必要とされることだとインタビューで答えている[11]。

## 出演

### テレビ
※ テレビ出演紹介サイトより
- 『ジョブチューン アノ職業のヒミツぶっちゃけます!』（TBSテレビ）
- 『ワールドビジネスサテライト』（テレビ東京）

### 雑誌
※ 国会図書館サイト「青野史寛」より
- 『HRD magazine』（日本能率協会マネジメントセンター） - 経営型人事のあり方
- 『東洋経済新報社#「週刊東洋経済」|週刊東洋経済』（東洋経済新報社） - ソフトバンクを支える　異能の人々